# Gudrun Piller
Gudrun Piller (* 1968 in Basel, heimatberechtigt in Plaffeien) ist eine Schweizer Historikerin.

## Werdegang
Gudrun Piller studierte von 1988 bis 1995 Geschichte und Germanistik an der Universität Basel. Von 1997 bis 2001 war sie Assistentin und wissenschaftliche Mitarbeiterin von Kaspar von Greyerz am Historischen Seminar der Universität Basel. 2003 promovierte sie an der Universität Basel zum Dr. phil mit der Dissertation «Private Körper. Erfahrungen, Diskurse und Praktiken zum Körper in Deutschschweizer Selbstzeugnissen des 18. Jahrhunderts». 
Von 2001 bis 2017 war sie Leiterin der Abteilung Ausstellung & Vermittlung und seit 2004 überdies Vizedirektorin am Historischen Museum Basel. Im Herbst 2015 wurde sie nach dem Abgang von Marie-Paule Jungblut zur interimistischen Direktorin des Museums bestimmt (bis Ende Mai 2017). Seit 2017 ist Piller Kuratorin der Historischen Abteilung. Sie nimmt auch regelmässig Lehraufträge «Geschichte im Museum» am Departement Geschichte der Universität Basel wahr.